# Bektemir Meliqoʻziyev
Bektemir Meliqoʻziyev (* 8. April 1996 in Qoʻqon als Bektemir Roʻzmatjon oʻgʻli Meliqoʻziyev) ist ein usbekischer Profiboxer im Supermittelgewicht. Er wird vom Weltverband WBA auf Platz 1 der WM-Herausforderer geführt (Stand: Juni 2025).
Als Amateur war er unter anderem 2015 und 2017 Asienmeister, sowie 2015 Vizeweltmeister, zudem gewann er die Silbermedaille bei den Olympischen Spielen 2016 in Rio de Janeiro.

## Amateurkarriere
Meliqoʻziyev begann seine Boxkarriere im Alter von zehn Jahren in der Region Fargʻona. Er gewann 2010 die usbekischen Schülermeisterschaften, 2011 und 2012 die usbekischen Juniorenmeisterschaften sowie 2013 und 2014 die usbekischen Jugendmeisterschaften. Ebenfalls 2014 gewann er jeweils im Weltergewicht die Jugend-Asienmeisterschaft in Bangkok, die Jugend-Weltmeisterschaft in Sofia und die Olympischen Jugend-Sommerspiele in Nanjing. Im November 2014 gewann er dann auch den usbekischen Meistertitel der Erwachsenen im Mittelgewicht.
2015 gewann er unter anderem mit Siegen gegen Schänibek Älimchanuly und Vikas Krishan die Asienmeisterschaft in Bangkok und erreichte bei der Weltmeisterschaft desselben Jahres in Doha mit Siegen gegen Saal Kwatschatadse, Christian M'Billi-Assomo, Pjotr Chamukow und Michael O’Reilly das Finale, wo er gegen Arlen López unterlag. Als Vizeweltmeister startete er dann bei den Olympischen Spielen 2016 in Rio de Janeiro und siegte gegen Daniel Lewis, Vikas Krishan und Misael Rodríguez, ehe er im Finalkampf erneut gegen Arlen López verlor und die olympische Silbermedaille gewann. Während der Abschlusszeremonie war er noch Fahnenträger seiner Nation.
2017 trat er bereits im Halbschwergewicht an, gewann erneut die Asienmeisterschaft in Taschkent und erreichte Bronze bei der Weltmeisterschaft in Hamburg, nachdem er im Halbfinale knapp mit 2:3 gegen Joe Ward ausgeschieden war. In einem der vorherigen Kämpfe hatte er Muslim Gadschimagomedow besiegt.
Von 2016 bis 2018 boxte er zudem für die usbekische Mannschaft Uzbek Tigers in der World Series, wo er vier von sechs Kämpfen gewann.

## Profikarriere
Im Juni 2019 bestritt er in den Vereinigten Staaten sein Profidebüt und wurde nach drei Siegen im November 2019 von den Promotern Golden Boy und World of Boxing unter Vertrag genommen.
Nach vier weiteren Siegen verlor er am 19. Juni 2021 überraschend durch K. o. in Runde 3 gegen Gabriel Rosado, gewann jedoch seitdem wieder neun Kämpfe in Folge, darunter einen Rückkampf gegen Rosado im April 2023. Am 30. Mai 2025 gewann er einen Titelausscheidungskampf der WBA gegen Darius Fulghum.